# Рузвельт (река)
Ру́звельт (порт. Roosevelt) — река в Бразилии. Длина реки составляет около 760 км. Исток реки находится в штате Рондония. Имеется ряд крупных притоков. Впадает слева в реку Арипуанан (порт. Aripuana), приток Мадейры. На реке имеются пороги и водопады.

## География
Река Рузвельт берет свое начало в штате Рондония и течет на север через тропический лес. В Мату-Гросу река образует западную границу природоохранной зоны Reserva Extrativista Guariba Roosevelt, созданной в 1996 году.  В Амазонасе река образует границу между охраняемыми зонами «лес Маникоре» (порт. Floresta Estadual de Manicoré) и «парк Гуариба» (порт. Parque Estadual do Guariba), созданными в 2005 году. Затем река протекает через национальный парк Кампос Амазоникос (порт. Parque Nacional dos Campos Amazônicos), где находится необычный анклав серраду в тропических лесах Амазонии. Она течёт на север, пока не впадает в реку Арипуанан. Арипуанан впадает в Мадейру, а та — в Амазонку.

## История и исследования
Река, ранее называвшаяся Рио-да-Дувида («Река сомнения»), была переименована в честь Теодора Рузвельта, который участвовал в экспедиции Рондона и Рузвельта в 1913-14 годах. Экспедиция, возглавляемая Рузвельтом и Кандиду Рондоном, самым известным исследователем Бразилии и первооткрывателем реки, стремилась найти русло реки и место, где она впадает в Амазонку.
Экспедиция Рузвельта-Рондона была первой группой из некоренных жителей Амазонки, которая путешествовала по реке и задокументировала один из самых неизведанных притоков Амазонки. На некоторых участках реки есть непроходимые пороги и водопады, которые создавали трудности экспедиции.
Позже Рузвельт написал об этом путешествии книгу «Through the Brazilian Wilderness». После возвращения Рузвельта возникли сомнения по поводу его описания экспедиции. Рузвельт опроверг их на публичном форуме в Вашингтоне, организованном Национальным географическим обществом США. В 1927 году британский исследователь George Miller Dyott совершил второе путешествие по реке, подтвердив открытия Рузвельта.
В 1992 году Чарльзом Хаскеллом и Элизабет Макнайт из New Century Conservation Trust была организована третья экспедиция, которая частично спонсировалась Ассоциацией Теодора Рузвельта, Американским музеем естественной истории и Национальной федерацией дикой природы США. Эта экспедиция состояла из двадцати человек, включая Джо Уилли Джонса, Келли Калафатича, Джима Слейда и Майка Бойла, фотографов Карра Клифтона и Марка Гринберга, оператора Джо Камински, сына Хаскелла Чарльза Хаскелла-младшего, бразильских ученых Жеральдо Мендеса душ Сантуша и Жоао Ферраза (ихтиолога и фармаколога), а также вождей Оита Мина и Тататара из племени Синта Ларга, живущего у реки. Экспедиция проделала почти 1600-километровый путь за 33 дня. В то время как экспедиции Рузвельта-Рондона приходилось преодолевать волоком с тяжелыми долблеными каноэ почти все пороги на реке, экспедиция Хаскела-Макнайта смогла пройти их на лодках, кроме одного, где лодки пришлось перетаскивать. Хаскелл сообщил, что его экспедиция «нашла места, отмеченные предыдущей экспедицией, увидела растения и насекомых, которые они описали, и спустилась по порогам, которые оказались не под силу каноэ в 1914 году». За свои достижения участники экспедиции были награждены медалью Ассоциации Теодора Рузвельта. Документальный фильм об экспедиции под названием «Новые исследователи: Река Сомнений» был впоследствии показан на канале PBS.

## Жители
В верховьях реки Рузвельт проживает племя Синта Ларга (Matetamãe), описанное впервые в 1960-х годах. В 1973 году была создана резервация Рузвельта (reserva Roosevelt) площадью в 2,7 миллиона гектаров, находящаяся под управлением FUNAI; в ней проживают около 1200 человек.
Период высокой воды длится с октября до апреля — мая.